# カール・ケレーニイ
カール・ケレーニイ（Karl Kerenyi、1897年1月19日 - 1973年4月14日）は、神話学者、宗教史学者。ハンガリー・テメシュヴァール（現ルーマニア・ティミショアラ）に生まれる。ギリシア神話や古代宗教の研究に大きな足跡を残した。

## 略歴
青年時代に古代世界への関心を深めるとともに、レオパルディ、C・F・マイヤー、シェニエ、フリードリヒ・ヘルダーリン、ジョン・キーツ、ミルトン、ウェルギリウスなどの文学作品を愛好する。アラドのギムナジウムを経てブダペスト大学に進学し、ゲイザ・ネメーメディ、ヨーゼフ・シュミットに師事、古典文献学を専攻。その後ドイツに遊学、ベルリン大学で古典文献学の権威ヴィラモーヴィッツ＝メレンドルフをはじめ、ヘルマン・ディールス、エドゥアルト・マイヤー、エドゥアルト・ノルデンに学ぶ。さらにグライフスヴァルト大学、ハイデルベルク大学で研究に励む。後に彼はヴィラモーヴィッツに代表されるドイツの正統的な文献学から身を引くが、宗教学への関心を高めたのはノルデンの著作に触れたことがきっかけであった。
帰国後、1927年ブダペスト大学で私講師、1936年ペーチュ大学では教授として教鞭を握りつつ、ギリシア、イタリアへの研究旅行を重ねる。1929年旅先でヴィルター・フリードリヒ・オットーの知遇を受け、さらに歴史学者ヨハン・ホイジンガ、民族学者レーオ・フロベーニウス、小説家トーマス・マンとも親交を結ぶ。特にトーマス・マンとの関係は有名。またこの頃を境にヴィラモーヴィッツから離反し始める。1941年にはセゲド大学教授。
しかしハンガリーの政治体制の学問への圧迫から1943年スイスに移住すると、すでに共著があったカール・グスタフ・ユングとの関係が深まり、1948年チューリヒにユングの研究所が設立されると芸術主任研究員となった。エラノス会議のメンバーとなり、一切の教職から退き、独自の研究に専念する。しかしドイツなどヨーロッパ各地の大学で客員教授として講義を担当し、晩年にいたるまでギリシア、イタリアへの調査旅行を行った。

## トーマス・マンとの交流
ケレーニイとトーマス・マンとの関係は、1933年の彼の記念碑的講演、Unsterblichkeit und Apolloreligon （不死性とアポロン宗教）の草稿をトーマス・マンに贈ったことがきっかけである。講演の翌年より、両者は往復書簡を始め、トーマス・マンが没する1955年まで続けられ、両者の交流は、亡命・大戦をはさみ実に20年以上にも及んだ。
ケレーニイは、マンの『ヨーゼフ』4部作に、現代人が神話的現実に回帰し、参入する様を認め、マンを現代における神話の語り手とみなした。かたやトーマス・マンは、ケレーニイの祝祭論を賞賛し、お互いの考えが大変近いことを指摘している。
往復書簡は、その後2度にわたり公刊された。最初は1945年までの書簡をまとめた『小説と神話』（1945）であり、二つ目は、マンが没する1955年までの書簡を増補した『書簡による対話』（1960）である（邦訳抄版：『月刊文芸誌 海』、1972年2月号、中央公論社）。マンの書簡は『トーマス・マン全集（12） 書簡』（新潮社、1972年）にも収録。　

## 日本語訳
※以下は原書の出版順。
- 『迷宮と神話』 種村季弘・藤川芳朗訳、弘文堂（1973、新装版1986、1996.3）
- 『プロメテウス』 辻村誠三訳、「叢書・ウニベルシタス」法政大学出版局（1972.1）
- 『ギリシアの神話 神々の時代』 植田兼義訳、中公文庫（1985.4）
  - 初版単行判『ギリシアの神話 神々の時代』 高橋英夫訳、中央公論社（1974）
- 『神話学入門』（カール・グスタフ・ユングとの共著）、杉浦忠雄訳、晶文社（1975.1、改訂版1991.2）
- 『トリックスター』（ユング、ポール・ラディンとの共著）、高橋英夫訳、晶文社（1974.1）
- 『医神アスクレピオス　生と死をめぐる神話の旅』 岡田素之訳、白水社（1997.5、新装版2012.5）
- 『ギリシアの神話 英雄の時代』 植田兼義訳、中公文庫（1985.4）
  - 初版単行判『ギリシアの神話 英雄の時代』 高橋英夫・植田兼義訳、中央公論社（1974）
- 『神話と古代宗教』 高橋英夫訳、新潮社（1972、復刊1992.10）。改訂版 ちくま学芸文庫（2000.9）
- 『ディオニューソス　破壊されざる生の根源像』 岡田素之訳、白水社（1993.6、新装版1999.10）
- 『ギリシアの光と神々』（抄訳版） 円子修平訳、「叢書・ウニベルシタス」法政大学出版局（1987.9）